# Uilian Souza da Silva
Uilian Souza da Silva (* 25. Juli 1982 in Rio de Janeiro), auch Uilian Souza genannt,  ist ein brasilianischer Fußballspieler.

## Karriere
Uilian Souza da Silva stand von 2006 bis 2007 beim philippinischen Verein Persmin Minahasa in Minahasa unter Vertrag. Wo er vorher gespielt hat, ist unbekannt. Mitte 2007 wechselte er zu Persib Bandung nach Bandung. 2008 kehrte er in seine Heimat Brasilien zurück. Hier spielte er bis 2010 für die Vereine Olaria AC, Macaé Esporte FC und Bangu AC. 2011 zog es ihn nach Thailand. Hier unterschrieb er einen Vertrag bei Chiangrai United. Der Verein aus Chiangrai spielte in der höchsten Liga des Landes, der Thai Premier League. Bis Ende 2014 absolvierte er mindestens 42 Erstligaspiele für Chiangrai. 2015 verpflichtete ihn Customs United. Der Verein spielte in der dritten Liga, der damaligen Regional League Division 2. Hier trat der Verein in der Bangkok Region an. Ende 2015 wurde er mit dem Klub Meister der Region. 2016 wechselte der Verein die Region und man trat 2016 in der Bangkok/Eastern Region an. Hier wurde man am Ende der Saison Vizemeister. Nach der Ligareform 2017 starteten die Customs in der Saison 2017 in der Thai League 3. Hier wurde man der Lower Region zugeteilt.
Seit dem 1. Januar 2018 ist Uilian Souza vertrags- und vereinslos.
Customs United
- Regional League Division 2 – Bangkok: 2015
- Regional League Division 2 – Bangkok/East: 2016 (Vizemeister)